# Sinh quyển

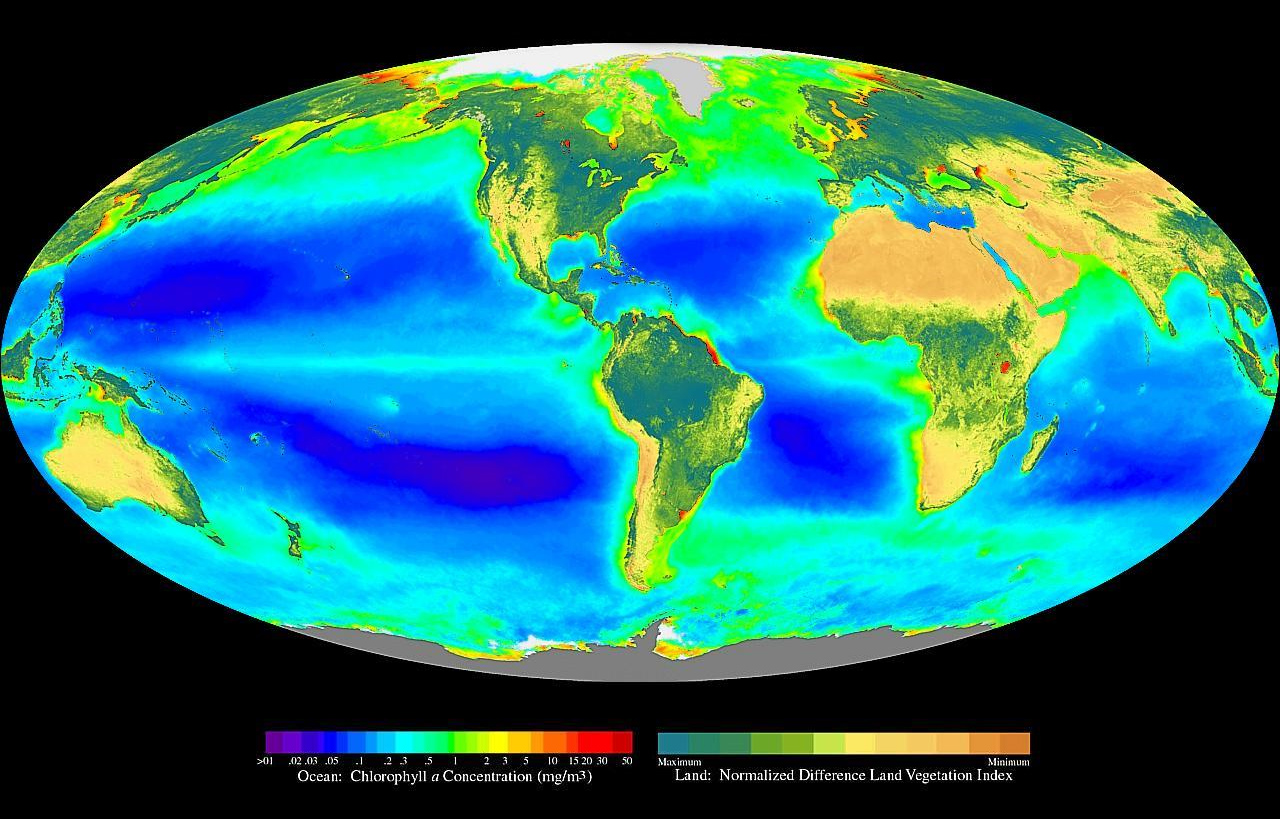
Hỗn hợp màu chỉ sự phân bổ sinh vật quang hợp của đại dương và đất liền, hình ảnh từ 09/2007 đến 08/2000 do Dự án SeaWiFS, NASA/Goddard Space Flight Center and ORBIMAGE.

Sinh quyển (từ Hy Lạp βίος bíos "sự sống" và σφαῖρα sphaira "quả cầu"), còn được gọi là tầng sinh thái (từ Hy Lạp οἶκος oîkos "phát triển" và σφαῖρα), là tổng số trên toàn thế giới của tất cả các hệ sinh thái. Nó cũng có thể được gọi là khu vực của sự sống trên Trái Đất, một hệ thống khép kín (ngoài hệ mặt trời, bức xạ vũ trụ và nhiệt từ bên trong Trái Đất) và phần lớn tự điều chỉnh. Nói chung nhất sinh lý học định nghĩa, sinh quyển là hệ thống sinh thái học, hệ thống tích hợp tất cả sinh vật và các mối quan hệ của chúng, bao gồm cả sự tương tác của chúng với các yếu tố của thạch quyển, địa quyển, thủy quyển và khí quyển. Sinh quyển yêu cầu có sự phát triển, bắt đầu bằng một quá trình sinh học (sự sống được tạo ra tự nhiên từ vật chất không sống, như các hợp chất hữu cơ đơn giản) hoặc sinh học (cuộc sống được tạo ra từ vật chất sống), ít nhất là khoảng 3,5 tỷ năm trước.
Theo một nghĩa chung, sinh quyển là bất kỳ hệ thống khép kín, tự điều chỉnh có chứa hệ sinh thái tuần hoàn. Điều này bao gồm các sinh quyển nhân tạo như Biosphere 2 và BIOS-3 và các tiềm năng trên các hành tinh hoặc mặt trăng khác..

## Nguồn gốc và cách sử dụng thuật ngữ

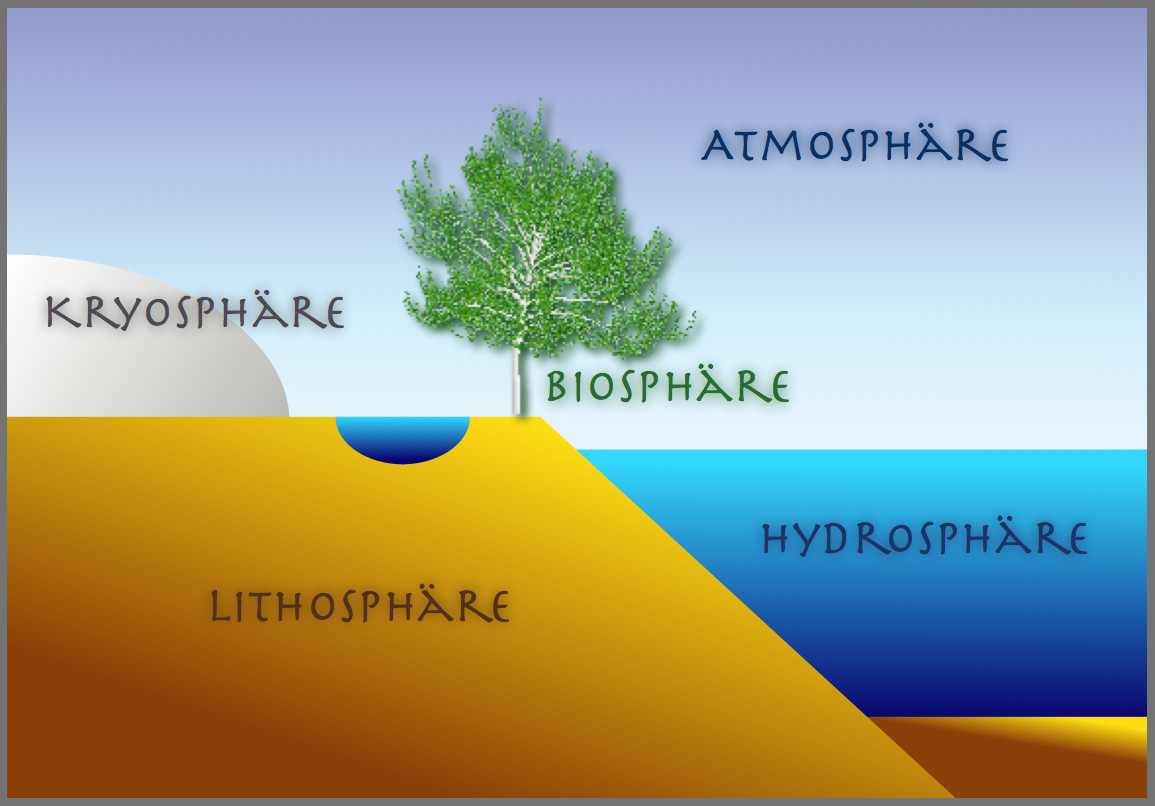
Sơ đồ 5 quyển của Trái Đất

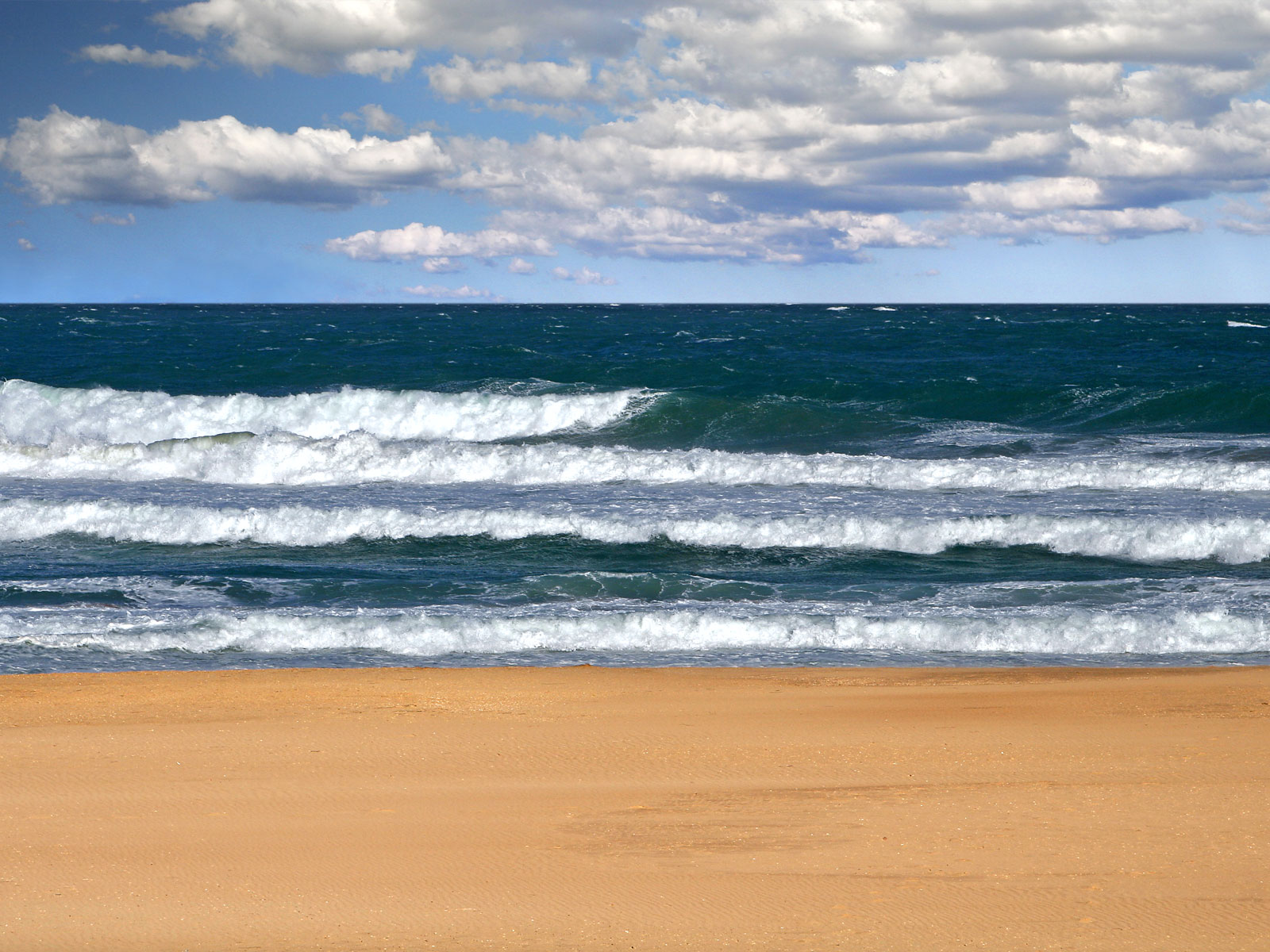
Một cảnh biển trên Trái Đất, đồng thời hiển thị thạch quyển (mặt đất), thủy quyển (đại dương) và khí quyển (không khí)

### Tuổi

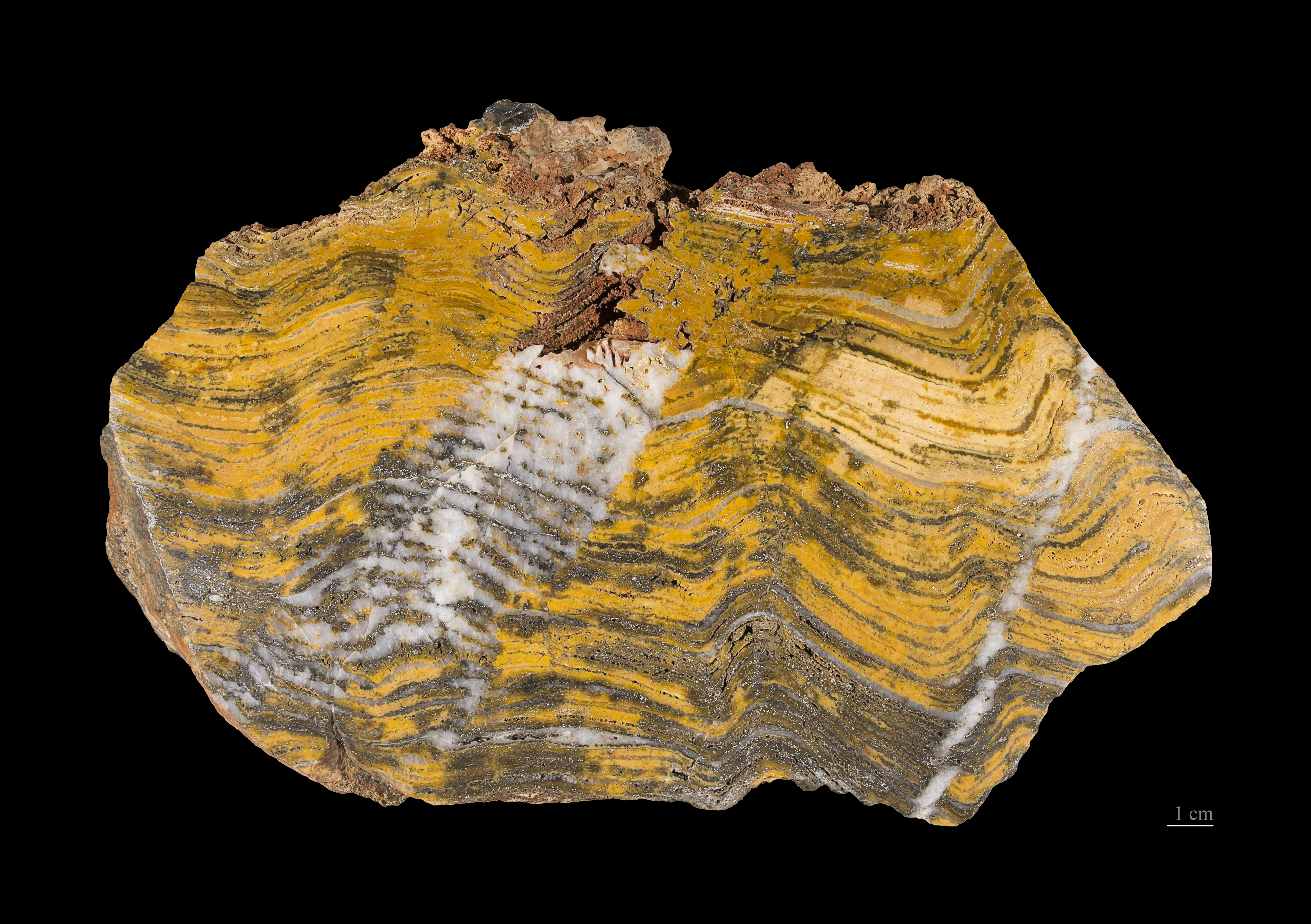
Hóa thạch Stromatolite ước tính 3,2 đến 3,23,6 tỷ năm tuổi

### Sự phân bố

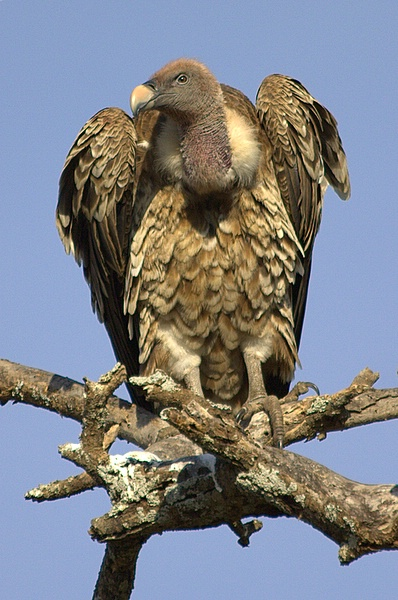
Kền kền Rüppell

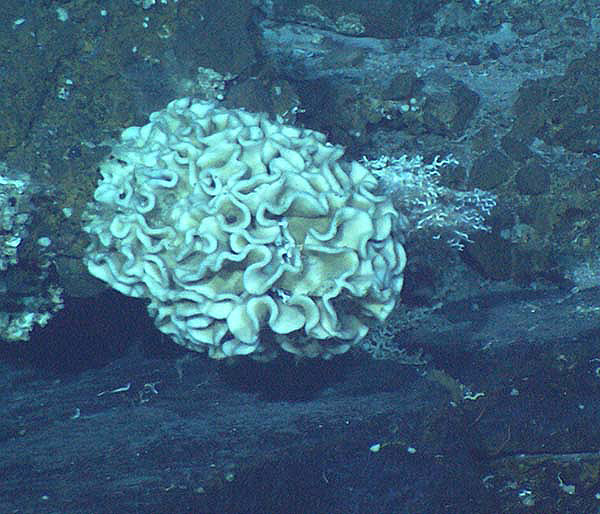
Xenophyophore, một sinh vật barophilic, từ điểm nóng Galapagos.

## Sinh quyển nhân tạo

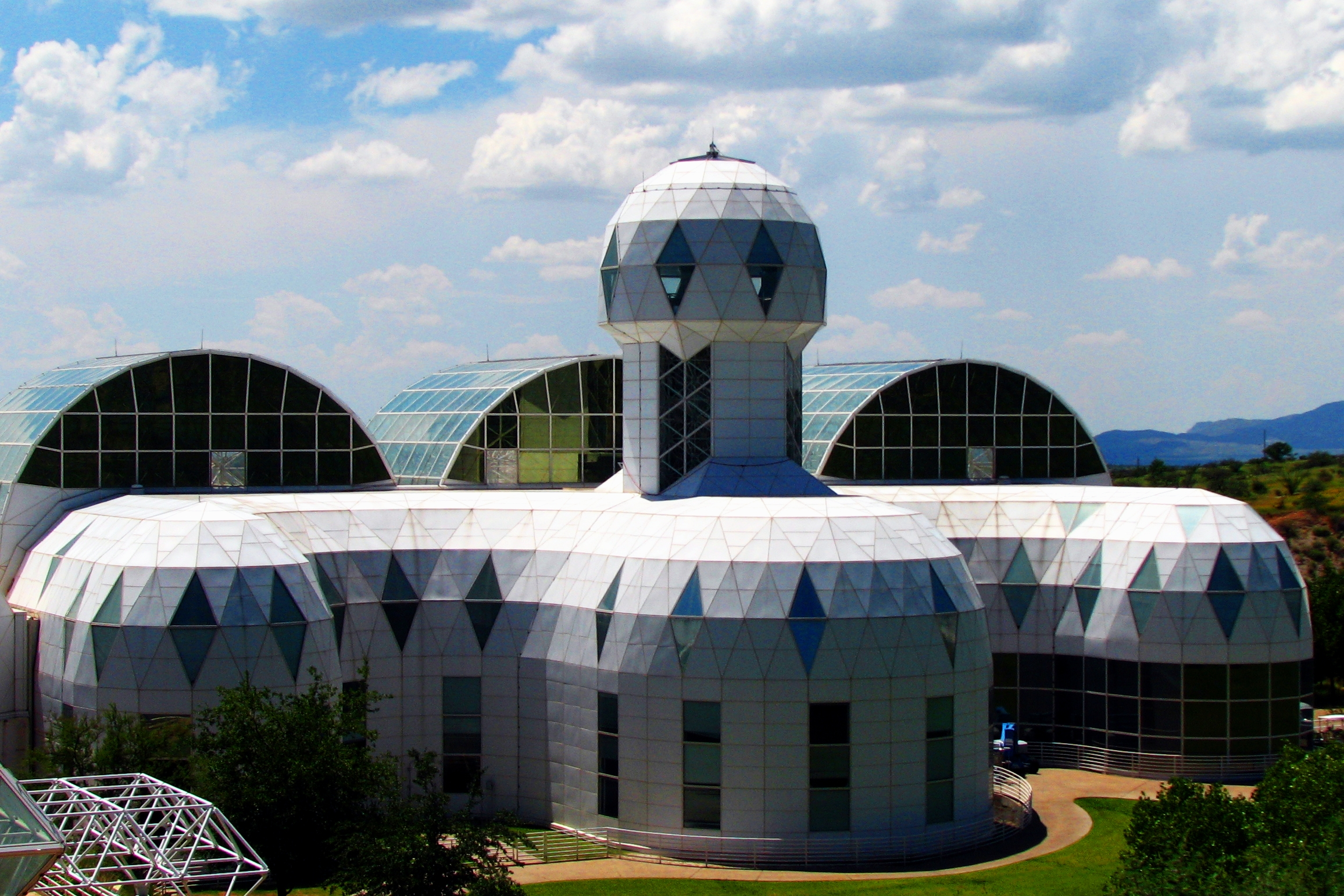
Biosphere 2 nằm ở Arizona.